# Физичка зависност
Физичка зависност је стање проузроковано хроничном употребом психоактивне супстанце. 
Као последица физичке зависности након нагле елиминације психоактивне супстанце из организма развија се стање апстиненције. Ефекти којима се карактерише апстиненција у потпуној су супротности са ефектима које је за корисника имала активна супстанца. Нпр. престанак узимања пилула за спавање изазваће инсомнију. Током узимања психоактивне супстанце нервни систем развија компензаторне механизме како би у њеном присуству успоставио нову хомеостазу и довео до толеранције. Нагли нестанак психоактивне супстанце из организма нарушава ову новоуспостављену хомеостазу и компензаторни механизми сада испољавају ефекте апстиненције. 
Особе које улазе у стање апстиненције након престанка узимања активне сусптанце развиле су физичку зависност. Зависник је особа која наставља са узимањем психоактивне супстанце без обзира на негативне ефекте која она испољава на његово здравље и друштвени живот, и без обзира на сопствене покушаје да престане са узимањем. Пушачи и алкохоличари најочигледнији су пример зависника који до психоактивне супстанце долазе на легалан начин. 